# Force Play
Ein Force Play ist eine Spielsituation im Baseball, in der ein Baserunner gezwungen wird, die Base, auf welcher er während des Pitch stand, zu verlassen und zur nächsten Base vorzurücken. Die Situation resultiert aus der Regel, dass auf jeder Base immer nur ein Angreifer stehen darf.
Der Schlagmann ist, sobald er den Ball ins Spiel bringt, immer in einer Force Play Situation, da er nach einem Schlag die Batters Box für den nächsten Batter freigeben muss und deswegen dazu gezwungen ist, zur ersten Base zu laufen.
Ein Runner auf der ersten Base ist ebenfalls grundsätzlich in einer Force Play Situation. Bringt der Schlagmann den Ball ins Spiel und versucht, zur ersten Base zu gelangen, so muss der Läufer von der ersten Base auf die zweite Base vorrücken. Befindet sich gleichzeitig auch ein Runner auf der zweiten Base, so ist dieser ebenfalls in der Force Play Situation und muss zur dritten Base aufrücken. Der Zwang zum Vorrücken pflanzt sich also fort und kann dazu führen, dass ein Läufer zur Home Plate aufrücken muss, wenn zuvor alle Bases durch Angreifer besetzt sind, die sogenannte Bases loaded Situation.
Eine Force Play Situation löst sich auf, sobald der nachrückende Runner oder der Schlagmann „Aus“ gemacht wird. Dies geschieht oft durch ein Fly Out, bei dem der Schlagmann „Aus“ gemacht wird, und die Runner auf die Base zurückkehren, auf der sie zum Zeitpunkt des Pitches standen.

## Forced Runner
Ein Runner wird zum Forced Runner, sobald er in einer Force Play Situation ist.

## Force Base
Als Force Base wird diejenige Base bezeichnet, die nach der Base kommt, auf der der Forced Runner während des Pitches stand. Für einen Runner auf der First Base ist somit die Second Base die Forced Base. Für einen Runner auf der Second Base ist es dementsprechend die Third Base.

## Force Out
Ein Forced Runner ist Aus, sobald ein Spieler der Verteidigung mit dem Ball unter Kontrolle die Force Base berührt, bevor der Forced Runner diese berührt.